# Thirty Seconds to Mars
Thirty Seconds to Mars (sau 30 Seconds to Mars, având prescurtarea 30STM) este o formație americană de rock din Los Angeles, California, condusă de actorul Jared Leto, el fiind vocalistul formației, chitarist și compozitor.

## Istorie

### Formație
Formată în 1998 de Jared Leto și fratele său Shannon, Thirty Seconds to Mars părea un mic proiect de familie. Lucrurile s-au pus repede în mișcare. Trupa l-a contactat pe Bob Ezrin, pe care îl admira pentru lucrul împreună cu Pink Floyd, Kiss și Alice Cooper și au început înregistrările la albumul de debut. Chiar înainte de lansarea albumului se dăduse vestea că 30 Seconds to Mars are un "sound" plin de adrenalină, îmbinat cu chitare puternice, sintetizatoare și partituri surprinzătoare de voce, încât Puddle of Mud i-a invitat să cânte în deschiderea concertelor lor în primăvara lui 2002, deși erau niște necunoscuți și nimeni nu le ascultase muzica la radio. Deși Jared este un cunoscut actor din Hollywood, Thirty Seconds to Mars nu se folosește de faima acestuia pentru promovarea trupei.

### 30 Seconds to Mars(2002)
Apărut în august 2002, albumul de debut “30 Seconds to Mars” a adus un suflu proaspăt în curentul muzical. Piesele au multe fațete și jonglează conceptual cu teme precum explorarea, descoperirea, dar și evadarea. Albumul s-a vândut în puțin peste 100.000 de exemplare.

### A Beautiful Lie(2005)
Al doilea album este A Beautiful Lie, care a fost lansat in data de 30 august 2005. Ca sa promoveze albumul, formația de asemenea a inclus "golden tickets" in 12 copii, care garantau accesul la orice concert Thirty Seconds to Mars, plus accesul in cabină.
Cel de-al doilea album, “A beautiful lie”, este scris mai degrabă într-o notă personală, pe un ton confesional. “Pe primul album am creat o lume, apoi ne-am ascuns în spatele ei”, mărturisește Jared Leto. “Cu acest album am decis să fim mai mult personali și mai puțin cerebrali. Deși avem în continuare elemente conceptuale și idei tematice, albumul se adresează mai mult sufletului decât minții. El vorbește despre onestitatea brutală, despre maturizare, despre schimbare; este o călătorie emoțională, o poveste despre viață, iubire, moarte, durere, fericire și pasiune. Adică ceea ce ne face umani.”
Pe lângă faptul că este mult mai direct, “A beautiful lie” a punctat de asemenea și o transformare muzicală. Părțile progresive, cu suprapuneri de pasaje, au fost înlocuite de construcții mai curate și mai accesibile. “Am muncit mult la primul album pentru a crea ceva foarte special, atât din punct de vedere sonor, cât și conceptual. Dar pentru a merge înainte trebuie să lași în urmă unele lucruri. Nu am intenționat să facem același album de două ori.” Pentru acest album au fost înregistrate 40 de piese. Procesul de eliminare a fost dureros și extenuant. În timp, toate hiturile actuale fuseseră la un moment dat scoase de pe lista finală. 
De la început până la sfârșit albumul narează o poveste plină de durere, frustrare, ambiție și purificare. A beautiful lie este coloana sonoră a unei vieți zbuciumate și o mărturie a rezistenței spiritului omenesc. “Mi-au plăcut întotdeauna trupele care au reușit să exprime diferite emoții și să creeze imagini vii cu ajutorul sunetelor, cum ar fi U2, The Cure, Led Zeppelin, Pink Floyd. Dar ne interesează de asemenea să fim cât mai moderni. Vrem să facem ceva diferit, să ne uităm mai degrabă înainte decât înapoi și să ieșim din umbra acelora care ne-au inspirat, făcându-ne auzite propriile noastre voci.” – Jared Leto.
Primul single, “Attack”, este o expresie dinamică a renașterii și reînnoirii; piesa e construită pe o partitură vioaie de clape, având rifuri dure de chitară și o voce guturală care variază în tonalitate de la un țipăt de durere la șoapte.
“The Kill”, cel de-al doilea single, este mult mai meditativ, cu o linie melodică amintind puțin de U2 și The Cure. “The Kill" a rămas în topul Billboard Modern Rock Track timp de 50 de săptămâni, fiind cea mai longevivă piesă din istoria acestui top – poziția maximă atinsă: locul 3. Clipul a fost regizat de Bartholomew Cubbing (Jared Leto) și are ceva din “The Shining”.
Pe 31 august 2006, formația a câstigat  MTV2 Award pentru "The Kill" la  MTV Video Music Awards, una dintre cele doua nominalizari. A doua nominalizare a fost pentru Best Rock Video, însă ei au pierdut în fata rockerilor AFI's "Miss Murder".
Pe 29 aprilie 2007, formația a avut o performanță live la MTV Australia Video Music Awards, unde ei au mai fost nominalizați la alte trei categorii, câștigând "Best Rock Video" și "Video of the Year" pentru "The Kill".
In octombrie, formația a inceput turul "Welcome to the Universe", sponsorizat de  MTV2. Ei au fost ajutați in acest tur de Head Automatica, The Receiving End of Sirens, Cobra Starship si alte cateva formații printre care găsindu-se Street Drum Corps.  
Ei au mai fost chemați să cante la concerte precum: Roskilde, Rock am Ring, Pinkpop, Give It A Name Festival si Download. Dupa toate acestea, ei au inceput sa lucreze la al treilea album.

## Logo
Logoul formației (pe care formația îl numeste "Mithra") urmat de fraza "Provehito in Altum", acesta fiind motto-ul formației. Traducând din latină, acesta însemnând "Launch forth into the deep" (Mereu inainte spre necunoscut). Logoul a fost folosit prima oară pentru promovarea formației la debut. Logoul albumului A Beautiful Lie este format din trei scheleți, impreuna cu numele formației și motto-ul.

## The Echelon
The Echelon este o publicitate a formatiei Thirty Seconds to Mars care ajuta in aducerea prietenilor la concerte, telefonând stațiilor radio sa transmită melodiile formației, sa se puna postere, făcându-se reviste sau situri dedicate formației. "The Echelon" este de asemenea și o melodie de pe primul album 30 Seconds to Mars.

## Membrii formației

### Membri actuali
- Jared Leto - vocal, chitară, chitară bas, clape (1998-prezent)

- Shannon Leto - baterie, percuție (1998-prezent)

### Foști membri
- Tomislav Milicevic - chitară, chitară bas, violin, clape, percuție (2003-2018)
- Matt Wachter - chitară bas, clape (2001-2007)
- Solon Bixler - chitară, clape, back vocal (2001-2003)

### Membri de turnee
- Tim Kelleher - chitară bas, clape (2007-2010, 2011)
- Kevin Drake - chitară ritmică (2001-2002)
- Matt McJunkins – chitară bas (2011)
- Braxton Olita – clape, chitare, back vocal (2009–2011)

## Discografie

### Albume
| Anul | Titlul                                                                                                | Poziția | Poziția | Poziția | Poziția | Poziția | Poziția | Poziția | Poziția | Poziția | Poziția | Poziția | Poziția |
| Anul | Titlul                                                                                                | U.S.    | U.K.    | AUS     | ITA     | FIN     | N.Z.    | PT      | DEU     | SCH     | FRA     | OST     | NED     |
| ---- | --- | ------- | ------- | ------- | ------- | ------- | ------- | ------- | ------- | ------- | ------- | ------- | ------- |
| 2002 | 30 Seconds to Mars - Albumul de debut - Lansat: 27 august 2002 - Format: CD                           | 107     | -       | -       | -       | -       | -       | -       | -       | -       | 142     | -       | -       |
| 2005 | A Beautiful Lie - Al doilea album - Lansat: 30 august 2005 - Format: CD, CD/DVD, LP, digital download | 1       | 21      | 13      | 11      | 12      | 18      | 24      | 30      | 49      | 87      | 10      | 31      |
| 2009 | This Is War - Al treilea album - Lansat: 8 decembrie 2009                                             | 18      | 15      | 18      | 19      | 19      | 9       | 6       | 12      | 20      | 96      | 8       | 31      |
| 2013 | Love, Lust, Faith and Dreams - Al patrulea album - Lansat: 21 mai 2013                                |         |         |         |         |         |         |         |         |         |         |         |         |
| 2018 | America - Al cincelea album - Lansat: 6 aprilie 2018                                                  |         |         |         |         |         |         |         |         |         |         |         |         |
| 2023 | It's the End of the World but It's a Beautiful Day                                                    |         |         |         |         |         |         |         |         |         |         |         |         |

### Singles
| An   | Titlu                          | Poziția      | Poziția        | Poziția         | Poziția          | Poziția             | Poziția                  | Poziția               | Poziția                | Poziția               | Poziția               | Poziția                 | Album              |
| An   | Titlu                          | U.S. Hot 100 | U.S. Mod. Rock | U.S. Main. Rock | UK Singles Chart | New Zealand Singles | Australian Singles Chart | Italian Singles Chart | Portugal Singles Chart | Germany Singles Chart | Austria Singles Chart | Argentina Singles Chart | Album              |
| ---- | ------------------------------ | ------------ | -------------- | --------------- | ---------------- | ------------------- | ------------------------ | --------------------- | ---------------------- | --------------------- | --------------------- | ----------------------- | ------------------ |
| 2002 | "Capricorn (A Brand New Name)" | -            | -              | 31              | -                | -                   | -                        | -                     | -                      | -                     | -                     | -                       | 30 Seconds to Mars |
| 2003 | "Edge of the Earth"            | -            | -              | -               | -                | -                   | -                        | -                     | -                      | -                     | -                     | -                       | 30 Seconds to Mars |
| 2005 | "Attack"                       | -            | 22             | 38              | 48               | -                   | -                        | -                     | -                      | -                     | -                     | 89                      | A Beautiful Lie    |
| 2006 | "The Kill"                     | 65           | 3              | 14              | 28               | 22                  | 20                       | 40                    | 16                     | 58                    | 41                    | 37                      | A Beautiful Lie    |
| 2006 | "From Yesterday" 1             | 76           | 1              | 11              | 37               | 13                  | 34                       | 30                    | 17                     | 72                    | 53                    | 30                      | A Beautiful Lie    |
| 2007 | "A Beautiful Lie"              | -            | 37             | -               | 14               | -                   | -                        | 16                    | 11                     | 92                    | -                     | 1                       | A Beautiful Lie    |
| 2009 | "Kings and Queens"             |              |                |                 |                  |                     |                          |                       |                        |                       |                       |                         | A Beautiful Lie    |

- 1 "From Yesterday" a fost lansat ca single după "The Kill (Rebirth)", pe 4 februarie 2008.

### Melodii acustice
Formația a făcut melodii acustice pentru melodiile de pe al doilea album A Beautiful Lie. Cateva dintre ele au fost incluse în cateva versiuni ale albumului.
- Jared Leto - vocal, chitară , bas acustic
- Tomo Miličević - chitară acustica, violoncel

### Videoclipuri
- "Capricorn (A Brand New Name)" (2002, regizat de Paul Feodor) din 30 Seconds to Mars
- "Edge of the Earth" (2002, regizat de Kevin McCullough) din 30 Seconds to Mars
- "Attack" (2005, regizat de Paul Feodor) din A Beautiful Lie
- "The Kill" (2006, regizat de Jared Leto ca Bartholomew Cubbins) din A Beautiful Lie
- "From Yesterday" (2006, regizat de Jared Leto ca Bartholomew Cubbins) din A Beautiful Lie
- "A Beautiful Lie" (2008, regizat de Jared Leto ca Angakok Panipaq) din A Beautiful Lie

### Melodii folosite în media
- "Echelon" (The Core) (2003)
- "Battle of One" (Madden NFL 07) (2006)
- "Attack" (ATV Offroad Fury 4) (2006)
- "A Beautiful Lie" (Commercial for Without a Trace) (2007)
- "The Kill" (The Invisible) (2007)
- "From Yesterday" (Commercial for New Amsterdam) (2007)
- "The Kill" (Without a Trace) (2007)
- "The Kill" (Hollyoaks) (2007)
- "The Kill" (Rock Band) (2007)
- "Attack" (Rock Band) (2007)

## Premii și nominalizări
Pe 8 august 2007, Kerrang! a anunțat ca Thirty Seconds to Mars au fost nominalizați pentru două categorii la Kerrang! Awards 2007 - ,,Best International Newcomer and ,,Best Single - The Kill. Pe 24 August ei au câstigat premiul doar pentru ,,best single" care a fost ,,The Kill". Celălalt premiu a fost pierdut in fața celor de la  Madina Lake. Pe 1 noiembrie 2007 formația a castigat  MTV Europe Music Award pentru "Rock Out", una dintre cele două categorii unde au fost nominalizați.
În 21 decembrie 2007, Thirty Seconds to Mars a câstigat Fuse's Best of 2007 Award. Ei au castigat in fata celor de la Korn si au acumulat peste 7 milioane voturi. Alte 31 de formații si artiși ca Justin Timberlake, Gwen Stefani, Linkin Park și Avenged Sevenfold au fost de asemenea incluși în acesta competiție. Pe 22 martie 2008, formația a fost votată ca a doua la greatest band in Kerrang!s 100 Best Rock Bands Ever (cele mai bune 100 formații din totdeauna la Kerrang!).
La Kerrang! Awards 2008 30 Seconds to Mars au fost nominalizați la patru categorii: Best Live Band, Best Single-From Yesterday, Best International Band și Best Video-A Beautiful Lie. Din acestea patru au câștigat Best Single-From Yesterday și Best International Band.
Pe 16 octombrie 2008 30 Seconds to Mars câștigă Best International Rock Band la Los Premios MTV Latinoamérica 2008.
Pe 6 noiembrie ei caștigă doua premii la MTV EMA, la categoriile 'Rock Out' și Video Star pentru 'A Beautiful Lie'.
| Dată       | Premiu                                           | Categoria                                           | Rezultat     |
| ---------- | ------------------------------------------------ | --------------------------------------------------- | ------------ |
| 31/08/2006 | MTV Video Music Awards                           | Best MTV 2                                          | Câștigat     |
| 31/08/2006 | MTV Video Music Awards                           | Best Rock Video - The Kill (Bury Me)                | Nominalizare |
| 28/10/2006 | Fuse Fangoria Chainsaw Awards                    | Prince of Darkness - Jared Leto                     | Câștigat     |
| 28/10/2006 | Fuse Fangoria Chainsaw Awards'                   | Video Inspired By Film - The Kill (Bury Me)         | Câștigat     |
| 10/12/2006 | Hollywood Life's Breakthrough of the Year Awards | Crossover Artist - Jared Leto                       | Câștigat     |
| 1/11/2006  | MTVu Woodie Awards                               | Best Video Woodie: Live Action - The Kill (Bury Me) | Câștigat     |
| 14/04/2007 | TRL Awards Italia                                | Best New Artist                                     | Câștigat     |
| 29/04/2007 | MTV Australia Video Music Awards                 | Video of the Year - The Kill (Bury Me)              | Câștigat     |
| 29/04/2007 | MTV Australia Video Music Awards                 | Best Rock Video - The Kill (Bury Me)                | Câștigat     |
| 23/08/2007 | Kerrang! Awards                                  | Best International Newcomer                         | Nominalizare |
| 23/08/2007 | Kerrang! Awards                                  | Best Single - The Kill (Bury Me)                    | Câștigat     |
| 7/09/2007  | Festivalbar                                      | Festivalbar Digital                                 | Nominalizare |
| 13/10/2007 | TMF Awards                                       | Best Rock                                           | Nominalizat  |
| 13/10/2007 | TMF Awards                                       | Best Video - From Yesterday                         | Nominalizare |
| 18/10/2007 | MTV Video Music Awards Latin America             | Mejor Artista Rock Internacional                    | Nominalizare |
| 6/11/2007  | MTV Europe Music Awards                          | Rock Out                                            | Câștigat     |
| 6/11/2007  | MTV Europe Music Awards                          | Inter Act                                           | Nominalizare |
| 21/12/2007 | Fuse Awards                                      | Fuse Best of 2007                                   | Câștigat     |
| 1/02/2008  | Bandit Rock Awards                               | Best International Breakthrough                     | Câștigat     |
| 17/05/2008 | TRL Awards Italia                                | Best Band                                           | Nominalizare |
| 17/05/2008 | TRL Awards Italia                                | Best Riempipiazza                                   | Nominalizare |
| 2/08/2008  | MTV Asia Awards                                  | Video Star - A Beautiful Lie                        | Câștigat     |
| 21/08/2008 | Kerrang! Awards                                  | Best Single - From Yesterday                        | Câștigat     |
| 21/08/2008 | Kerrang! Awards                                  | Best International Band                             | Câștigat     |
| 21/08/2008 | Kerrang! Awards                                  | Best Video - A Beautiful Lie                        | Nominalizare |
| 21/08/2008 | Kerrang! Awards                                  | Headliner                                           | Nominalizare |
| 16/10/2008 | MTV Video Music Awards Latin America             | Mejor Artista Rock Internacional                    | Câștigat     |
| 16/10/2008 | MTV Video Music Awards Latin America             | Mejor Fan Club - Peru Echelon                       | Nominalizare |
| 6/11/2008  | MTV Europe Music Awards                          | Video Star - A Beautiful Lie                        | Câștigat     |
| 6/11/2008  | MTV Europe Music Awards                          | Rock Out                                            | Câștigat     |
| 1/01/2009  | MTV International                                | MTV Gold Video Plays Award - A Beautiful Lie        | Câștigat     |